# بديع (اسم)
بديع هو اسم علم مذكر من أصل عربي، ومعناه هو الجديد العجيب الفائق الجم  الذي يصنع الشيء لم يسبق اليه المخترع ورد ذكره في القرآن الكريم قال تعالى: ﴿بديع السماوات والأرض أنى يكون له ولدٌ﴾ [ الأنعام من الآية 101]وقد يضيفون اليه «عبد» فيقولون عبد البديع فيصبح « البديع» هو الله جل وعز.

## شخصيات تحمل الاسم
- بديع أبو شقرا (7 مارس 1976 – )
- بديع أووك (لاعب كرة قدم مغربي إنتقل حديثا إلى الوداد البيضاوي قادما من حسنية أغادير، 29 مارس 1995 – )
- بديع الدين السندي (10 يوليو 1925 – 8 يناير 1996)
- بديع الزمان الكردستاني (أديب إيراني، 1905 – 1978)
- بديع الزمان الهمذاني (كاتب وأديب، 967 – 1007)
- بديع الزمان سعيد النورسي (12 مارس 1876 – 23 مارس 1960)
- بديع الزمان فوروزانفر (12 يوليو 1904 – 6 مايو 1970)
- بديع الزمان ميزرا (القرن 15 – 1517)
- بديع حقي (1922 – 2000)
- بديع خيري (كاتب مصري، 17 أغسطس 1893 – 1966[3])

## وصلات خارجية
- موسوعة السلطان قابوس لأسماء العرب